# La Séguinière
La Séguinière är en kommun i departementet Maine-et-Loire i regionen Pays de la Loire i nordvästra Frankrike. Kommunen ligger i kantonen Cholet 1er Canton som tillhör arrondissementet Cholet. År 2022 hade La Séguinière 4 199 invånare.

## Befolkningsutveckling
Antalet invånare i kommunen La Séguinière
| Referens: INSEE |